# Disque mince
Le disque mince est une composante de la structure de certaines galaxies. Le disque mince de la Voie lactée est supposé s'étendre jusqu'à environ 350 parsecs (1100 al) selon l'axe normal au plan galactique et contient environ 85 % des étoiles du plan galactique. Il est considéré comme distinct du disque épais d'une galaxie puisque ce dernier est composé d'étoiles plus âgées créées à un stade plus précoce de la formation de la galaxie. D'un autre côté, les étoiles du disque mince se sont formées à la suite de l'accrétion de gaz à un stade tardif de la formation de la galaxie.
Le disque mince contient des étoiles ayant une large gamme d'âges et il peut être divisé en plusieurs sous-populations d'âge croissant. Cependant, il est considéré être nettement plus jeune que le disque épais.
Sur la base de la science émergente de la nucleocosmochronologie (en), on estime que le disque mince galactique de la Voie lactée s'est formé il y a 8,8 ± 1,7 milliard d'années.